# Willem van Otterloo

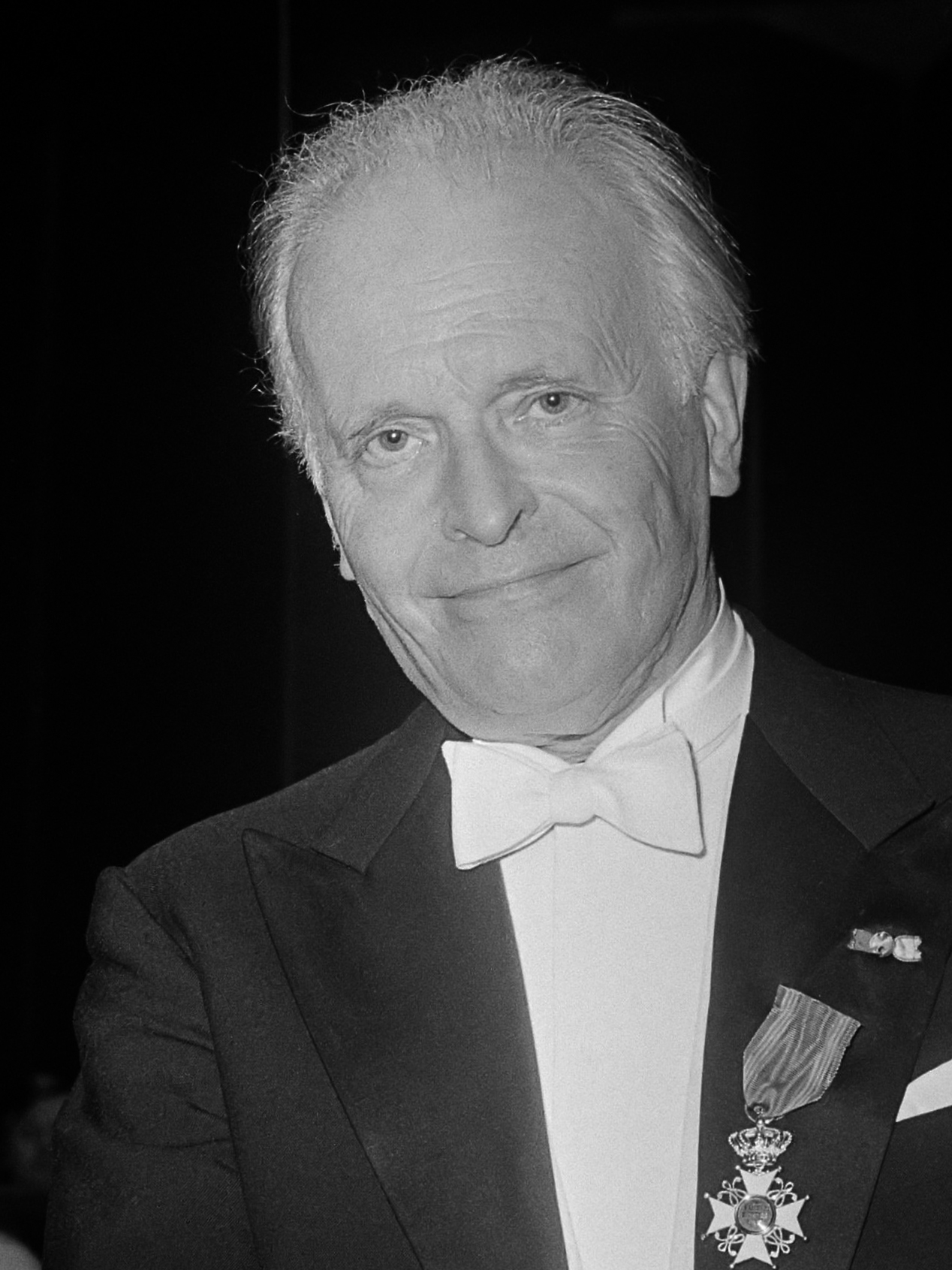
Willem van Otterloo in 1973

Jan William van Otterloo (Winterswijk, 27 december 1907 – Melbourne, 27 juli 1978) was een Nederlands dirigent en componist. Hij was de vader van dirigent en componist Rogier van Otterloo en de grootvader van jazzsaxofonist Thijs van Otterloo en basgitarist Bas van Otterloo.

## Levensloop

### Vroege jaren
Zijn vader William Frederik van Otterloo was inspecteur bij de Hollandsche IJzeren Spoorweg-Maatschappij. Hij werd later naar Utrecht overgeplaatst als afdelingschef bij de Nederlandse Spoorwegen. Van Otterloo heeft zijn jeugd grotendeels in Utrecht doorgebracht. In 1928 ging hij - na een niet afgeronde studie geneeskunde - studeren aan het Amsterdamsch Conservatorium. Hij studeerde compositie bij Sem Dresden en cello bij Max Oróbio de Castro.

### USO
Na zijn afstuderen in 1932 werd Van Otterloo direct aangesteld als cellist bij het Utrechts Stedelijk Orkest (USO). Al snel kreeg hij naast zijn orkestlidmaatschap ook taken als assistent-dirigent, wat uitmondde in een benoeming tot tweede dirigent. In 1937 volgde hij Henri van Goudoever op als eerste dirigent, eerst nog naast Carl Schuricht, maar na twee seizoenen als enige. In 1943 werd het USO op voordracht van het departement van Volksvoorlichting en Kunsten (DVK) ondergebracht bij de Duitse propagandazender Europasender (DES), om zo de leden van het concert te kunnen vrijwaren van de Arbeitseinsatz in Duitsland. De DES was door de Duitse bezetter bestempeld als een organisatie van oorlogsbelang. Van Otterloo bleef gedurende deze periode het USO dirigeren. Bij de zuivering na de Tweede Wereldoorlog kwam hem dit op een veroordeling door de Ereraad voor de muziek te staan, waardoor hij tot 1 mei 1946 werd uitgesloten van het uitoefenen van zijn dirigentschap. Hij keerde na die straf terug bij het USO.

### Residentie Orkest
In 1949 werd Van Otterloo chef-dirigent van het Residentie Orkest in Den Haag. Hij combineerde dit van 1962 tot 1972 met het chef-dirigentschap van het Radio Filharmonisch Orkest (gedeeld met Jean Fournet). Ook was hij docent orkestdirectie aan het Koninklijk Conservatorium in Den Haag. Daarnaast trad hij steeds meer op als gastdirigent in de Verenigde Staten, Zuid-Amerika, Japan en Australië. In de jaren 1967-69 was hij tevens chef-dirigent van het Melbourne Symphony Orchestra en van 1971 tot 1978 van de Sydney Symphony.
Onder zijn leiding was het Residentie Orkest vooral in de jaren vijftig zeer succesvol. Dat kwam ook door een lucratief platencontract met Philips. Van Otterloo heeft vele grammofoonopnamen gemaakt, vooral met het Residentie Orkest, maar ook met het Concertgebouworkest, de Berliner Philharmoniker, de Wiener Symphoniker, het Orchestre des Concerts Lamoureux en de Sydney Symphony. Het concertseizoen 1973-74 was Van Otterloo's laatste bij het Residentie Orkest. Jean Martinon volgde hem op. Een aantal van zijn opnamen met het Residentie Orkest is in 2005 opnieuw uitgebracht op cd. Een tweede cd-box verscheen in 2011.

### Later activiteiten en overlijden
Van Otterloo had de pensioengerechtigde leeftijd bereikt, maar verlegde zijn activiteiten naar Australië, waar hij al een populair dirigent was door zijn werk met de symfonieorkesten van Sydney en Melbourne. Daarnaast was hij van 1974 tot 1977 chef-dirigent van de Düsseldorfer Symphoniker. In 1977 werd hij opnieuw benoemd bij het inmiddels tot Utrechts Symfonie Orkest omgedoopte USO, waar hij zijn carrière in 1932 begonnen was. Hij heeft het echter nauwelijks meer kunnen dirigeren. Hij kwam op 70-jarige leeftijd om het leven als gevolg van een verkeersongeluk, na een concert in Melbourne. De Porsche 911-liefhebber Van Otterloo stierf (als passagier) in een Volkswagen Kever.

### Persoonlijk
Van Otterloo was viermaal getrouwd. In zijn tweede huwelijk kreeg hij vier kinderen, twee zonen en twee dochters waaronder de componist Rogier van Otterloo. Tijdens zijn derde huwelijk kreeg hij een dochter. In 1947 werd uit een losse relatie nog een dochter geboren die ter adoptie werd afgestaan, Anne van Egmond.

## Waardering
Van Otterloo was een gedreven orkestpedagoog, die met het Residentie Orkest grote hoogten bereikte en in binnen- en buitenland roem verwierf. Hij stelde hoge eisen aan de orkestmusici en legde de nadruk op exactheid en een heldere orkestklank. De talloze engagementen met buitenlandse orkesten tonen aan dat deze eigenschappen wereldwijd werden gewaardeerd. Het Residentie Orkest stak in de jaren vijftig onder zijn leiding het Concertgebouworkest naar de kroon. Voor het chef-dirigentschap van dat orkest kwam hij in 1959, na het overlijden van Eduard van Beinum, tot zijn teleurstelling niet in aanmerking, omdat men de voorkeur gaf aan de nog jonge Bernard Haitink.
Tot zijn favoriete repertoire behoorden de symfonieën van Haydn, Beethoven en Bruckner, de Symphonie fantastique van Berlioz en werken van Ravel, zoals Daphnis et Chloé. Later in zijn carrière ontwikkelde hij zich ook steeds meer als Mahler-dirigent. Met avant-garderepertoire had hij weinig affiniteit, zodat Pierre Boulez en Bruno Maderna dat bij het Residentie Orkest voor hun rekening namen.
Wel zette Van Otterloo zich bijzonder in voor Nederlandse componisten als Diepenbrock, Pijper, Andriessen, Badings, Frid, Orthel, Voormolen en vele anderen. Werk van Vermeulen heeft hij echter altijd gemeden. Zijn eigen compositorisch oeuvre werd gewaardeerd, maar is beperkt gebleven, omdat hij het uitvoeren belangrijker vond.

## Werkenlijst (compleet)
- 1924: Strijkkwartet
- 1929-30: Drie liederen
- 1930: Liedje voor Liesje's verjaardag
- 1930: Strijktrio
- 1930: Passacaglia voor strijkorkest
- 1931: Suite nr. 1 voor strijkorkest (Vijf schetsen, herzien 1941 als Vier stukken)
- 1931: Suite nr. 2 voor symfonieorkest
- 1931: Suite nr. 3 voor symfonieorkest
- 1934-35: Symfonie, opgedragen aan Willem Mengelberg
- 1937: Introductie en Allegro, opgedragen aan Eduard van Beinum (herzien 1942)
- 1940: Orkestratie van de Fantasie in f, op. 103/D. 940 van Franz Schubert (herzien 1952)
- 1943: Sinfonietta voor blaasinstrumenten
- 1943: Prelude, dans en epiloog voor klarinet en strijkorkest
- 1944: Serenade (ook bekend als Divertimento) voor koper-ensemble, harp, celesta en slagwerk (herzien 1959 met toegevoegde piano)
- 1945-46: Symfonie nr. 2 (onvoltooid: première van voltooide versie, gemaakt door Otto Ketting, op 5 april 2013 in Utrecht)
- 1958:  Variaties op een Uilenspiegelthema voor orkest (naar Till Eulenspiegels lustige Streiche van Richard Strauss), als lid van een componistencollectief
- 1958: Intrada voor dertien koperblazers, contrafagot, pauken en bekkens (bewerking van de finale van de Serenade)

## Media
- Grieg piano concert. Rechtenvrije LP-opname van het pianoconcert van Grieg door Abbey Simon (piano), Willem van Otterloo (dirigent) en Het Residentie Orkest op de website van Radio 4. Opname 1954.